# Chapelle Saint-Vincent-de-Paul de Paris
Pour les articles homonymes, voir Chapelle Saint-Vincent-de-Paul.
La chapelle Saint-Vincent-de-Paul est située 95 rue de Sèvres dans le 6e arrondissement de Paris. Une châsse richement ornée contient le corps de saint Vincent de Paul.

## Histoire
La chapelle est l'église des Lazaristes, frères et prêtres de la Congrégation de la Mission, fondée en 1625 par saint Vincent de Paul et relogée en 1817 rue de Sèvres, après avoir été chassée de l'ancien prieuré de Saint-Lazare par la Révolution.
Pour honorer leur fondateur, les Lazaristes font élever une chapelle afin d'y recueillir les reliques de saint Vincent de Paul. La première pierre de la chapelle est posée le 17 août 1826 et celle-ci est terminée l'année suivante, inaugurée le 1er novembre 1827 par l'archevêque de Paris, Mgr de Quélen. Son reliquaire se trouve au-dessus du maître-autel.
La chapelle a été restaurée en 1983 et en 1992. Elle est classée monument historique par décret publié au Journal officiel le 27 mars 1994.

## Description
Cette chapelle présente un plan basilical simple, sans transepts, avec une nef principale et deux collatérales. La nef principale se termine par un chœur réduit, sans abside, mais surmonté d'un niveau où se trouve une châsse renfermant la dépouille du saint. À son autre extrémité, on trouve au-dessus de l'entrée un orgue de tribune conformément aux dispositions habituelles.

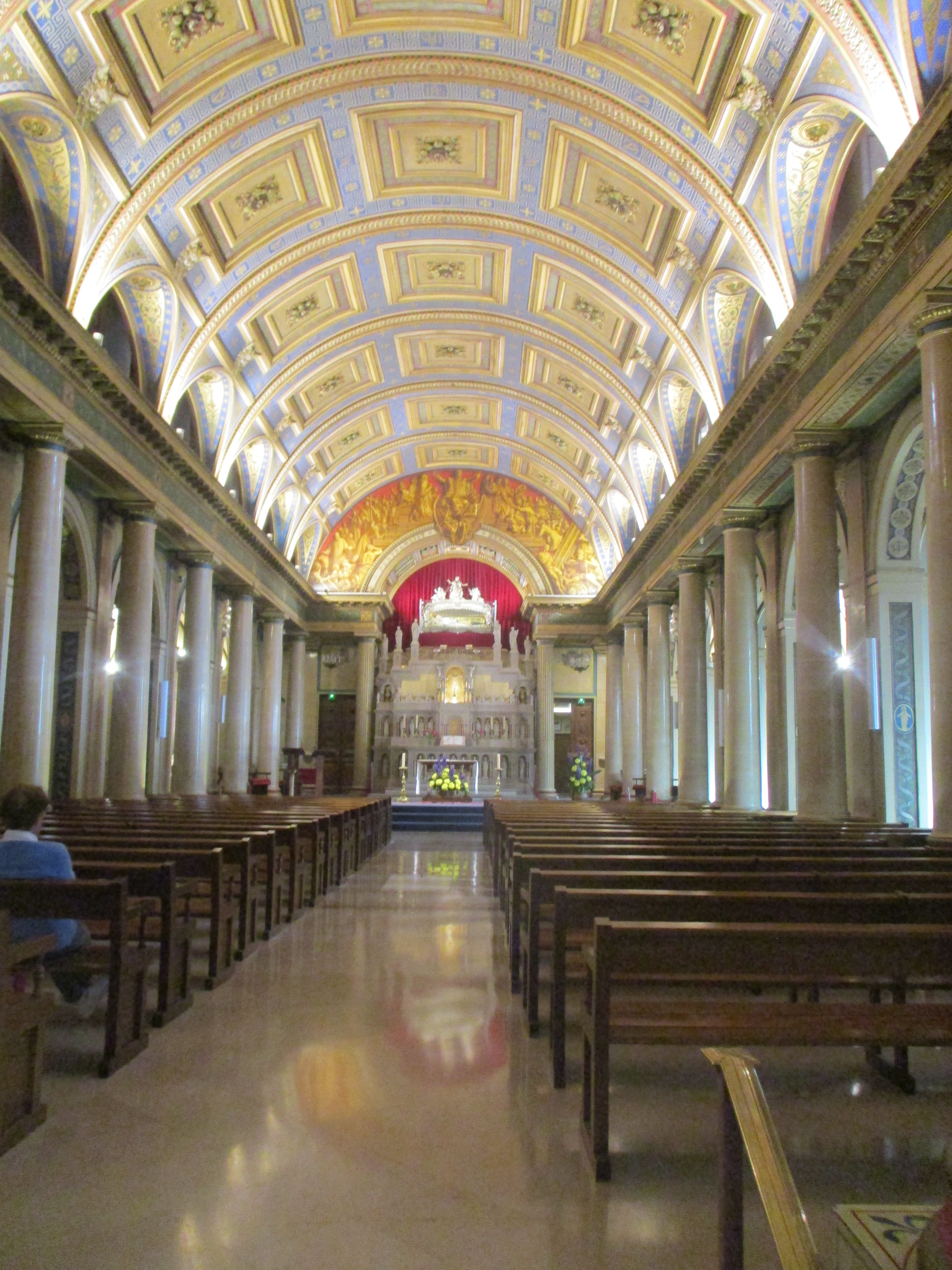
Nef principale.
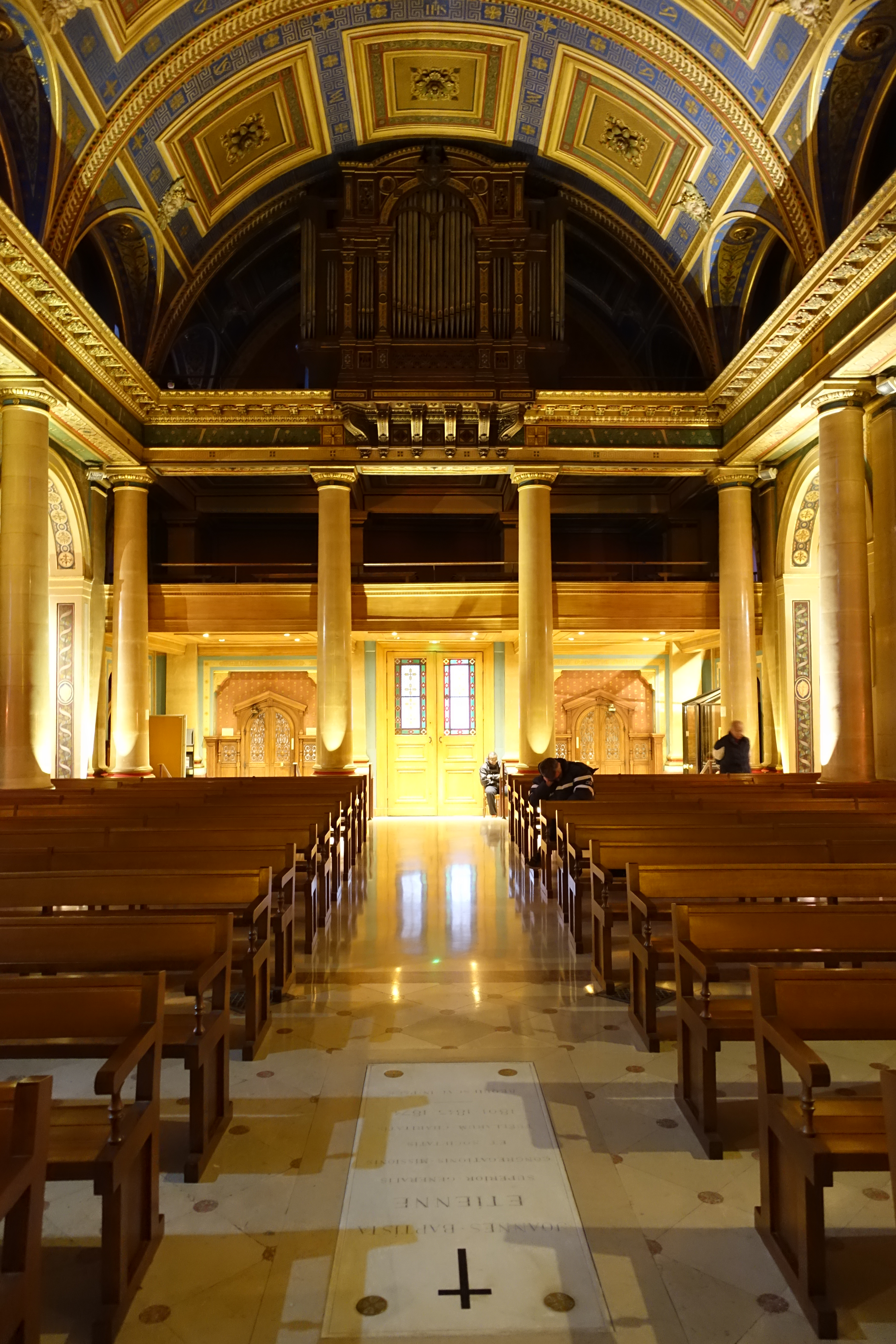
Nef principale vers l'entrée.
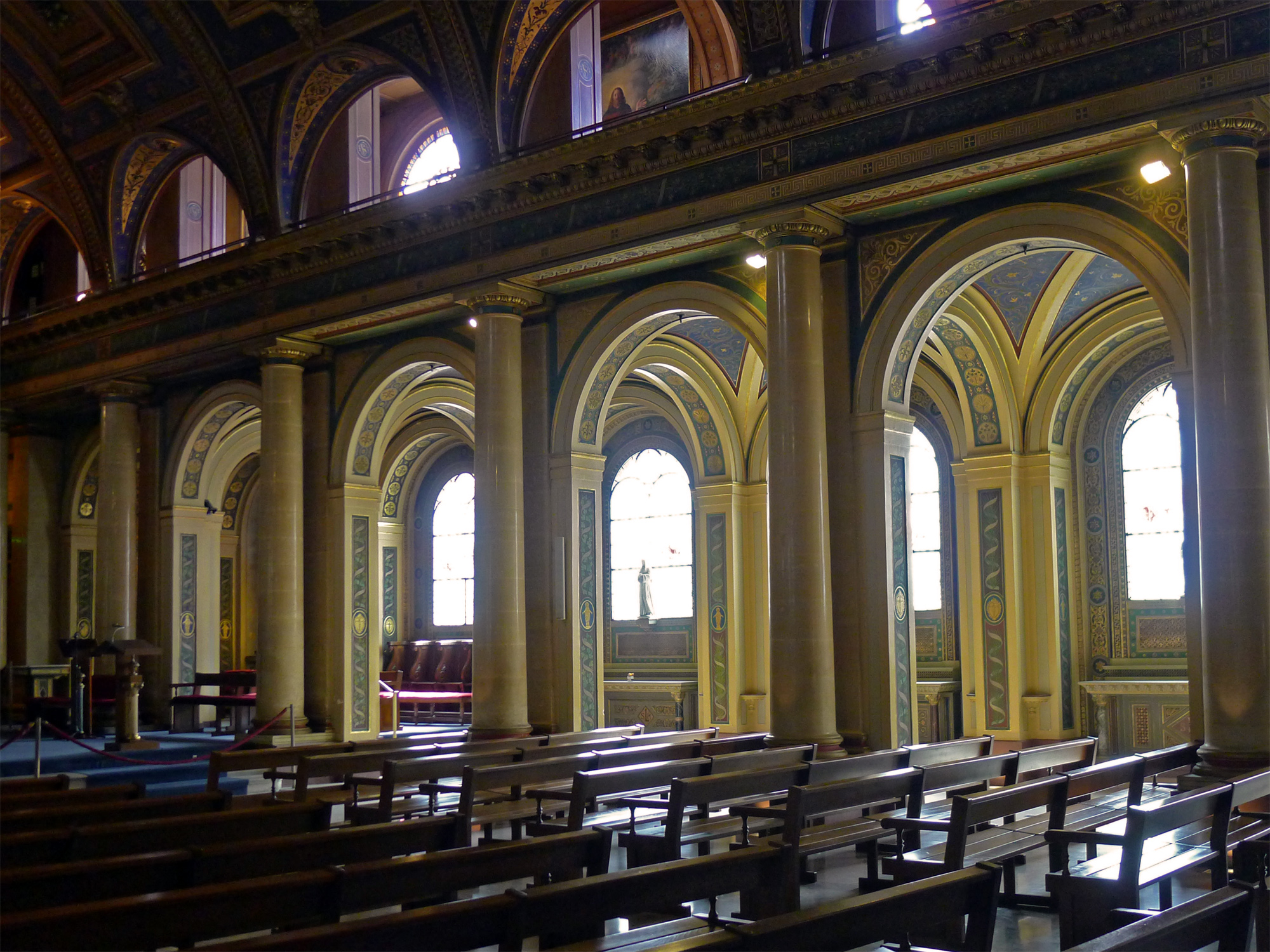
Nefs principale et collatérale droite vues de biais.
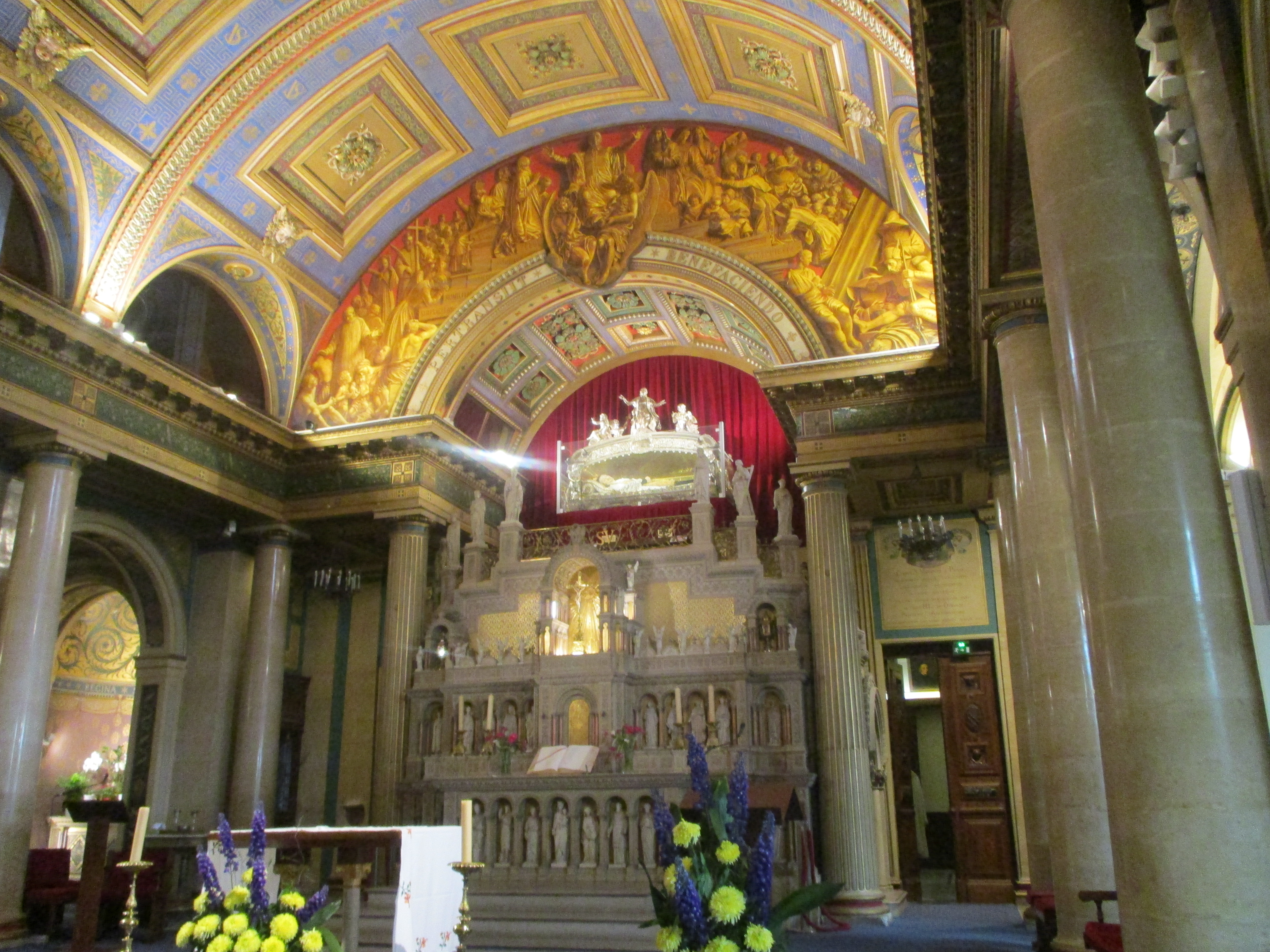
Vue d'ensemble du chœur.
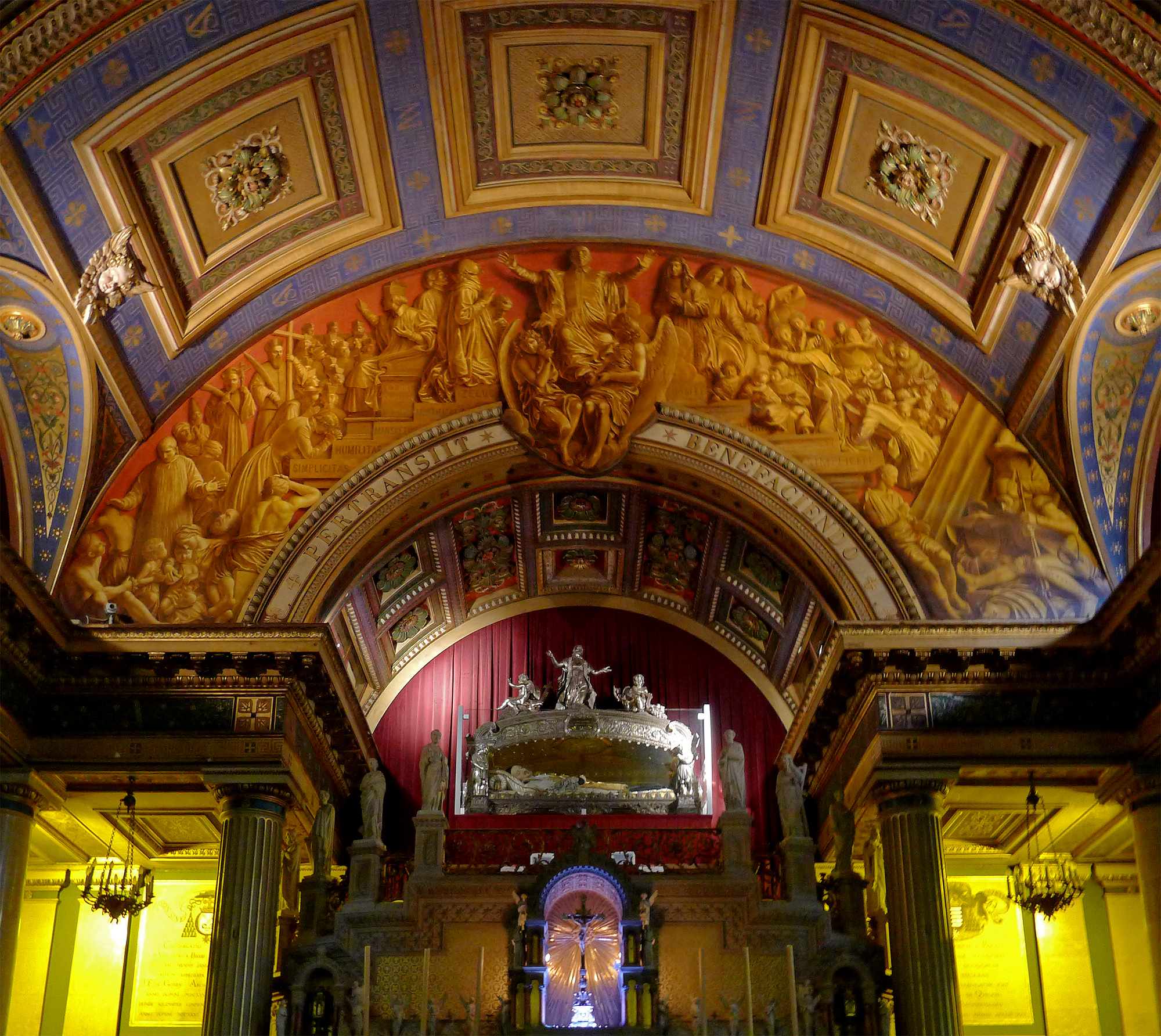
Le chœur avec l'autel et la châsse .

Les collatéraux, quant à eux, possèdent chacun à son extrémité une chapelle encadrant l'autel principal de la nef.

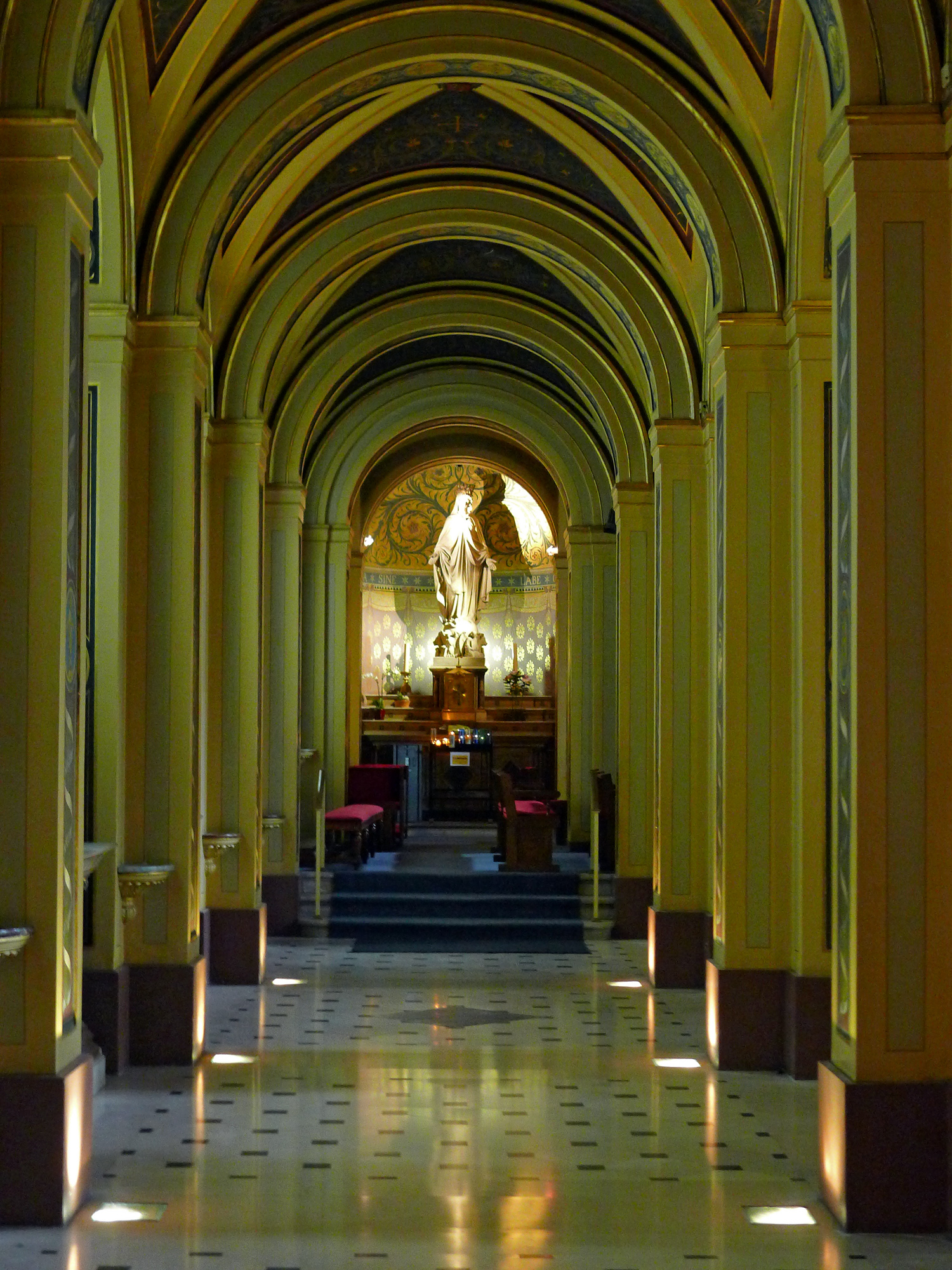
Nef collatérale gauche.
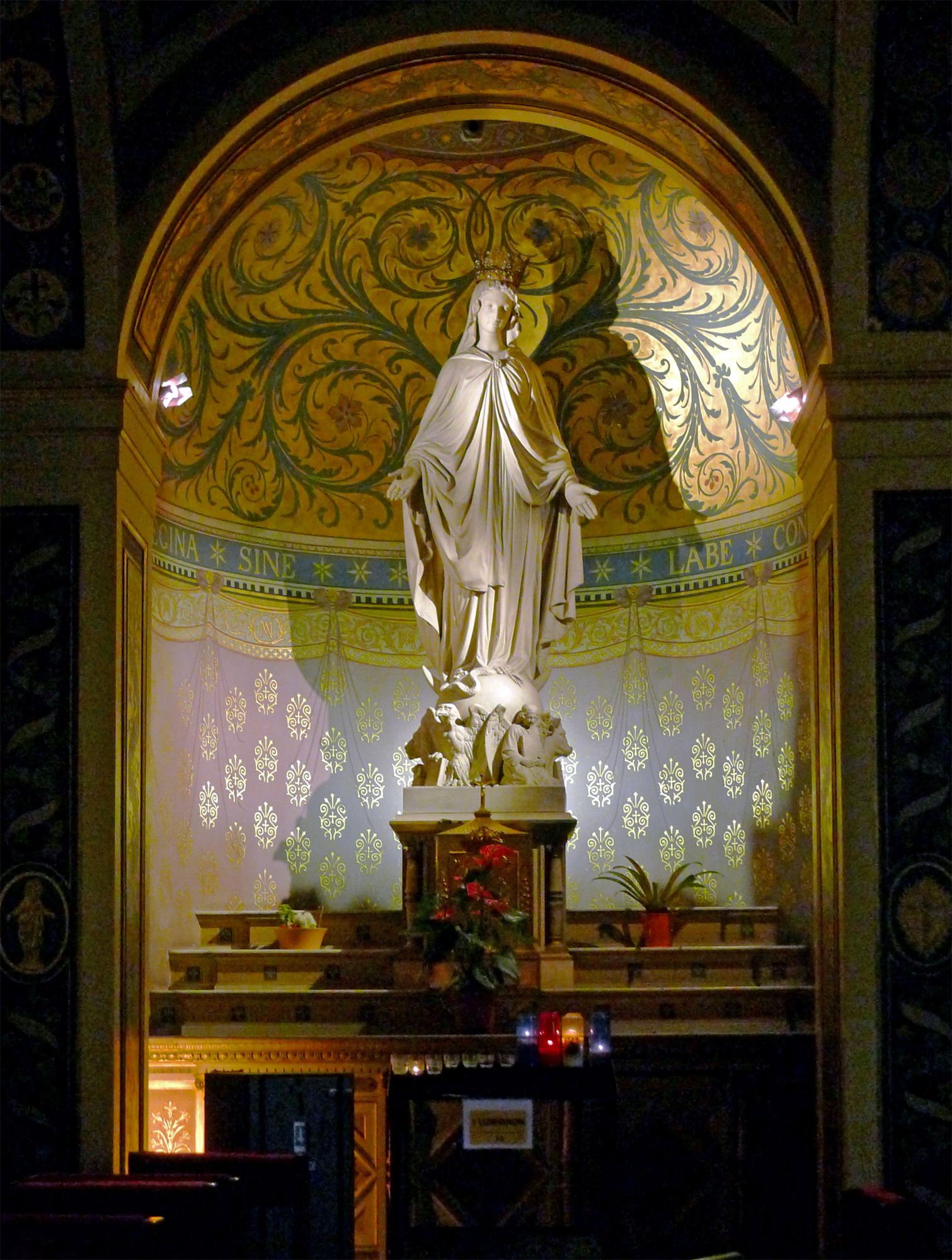
Statue de la chapelle collatérale de la Vierge.
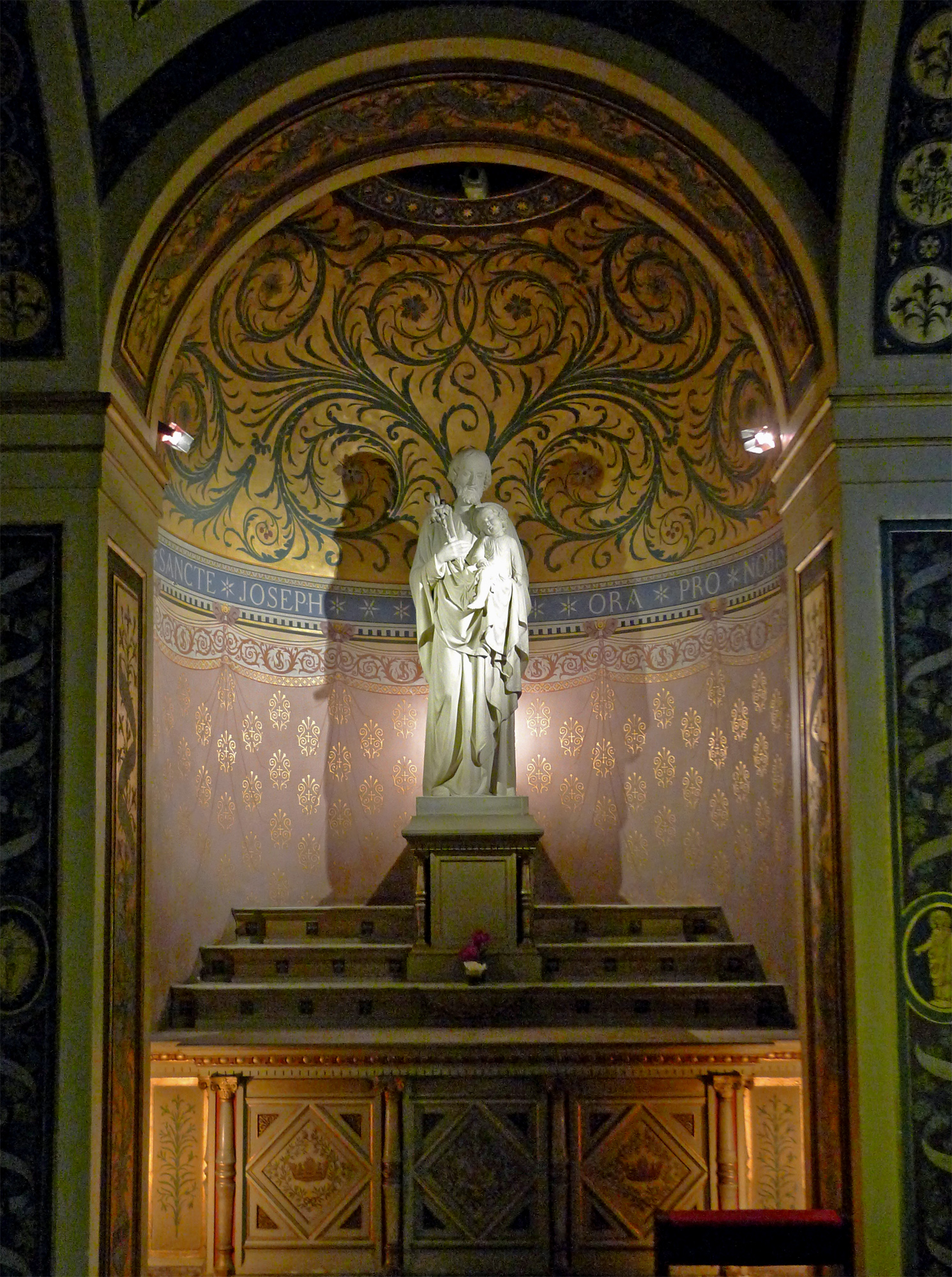
Chapelle collatérale de droite, dédiée à saint Joseph.

## La châsse

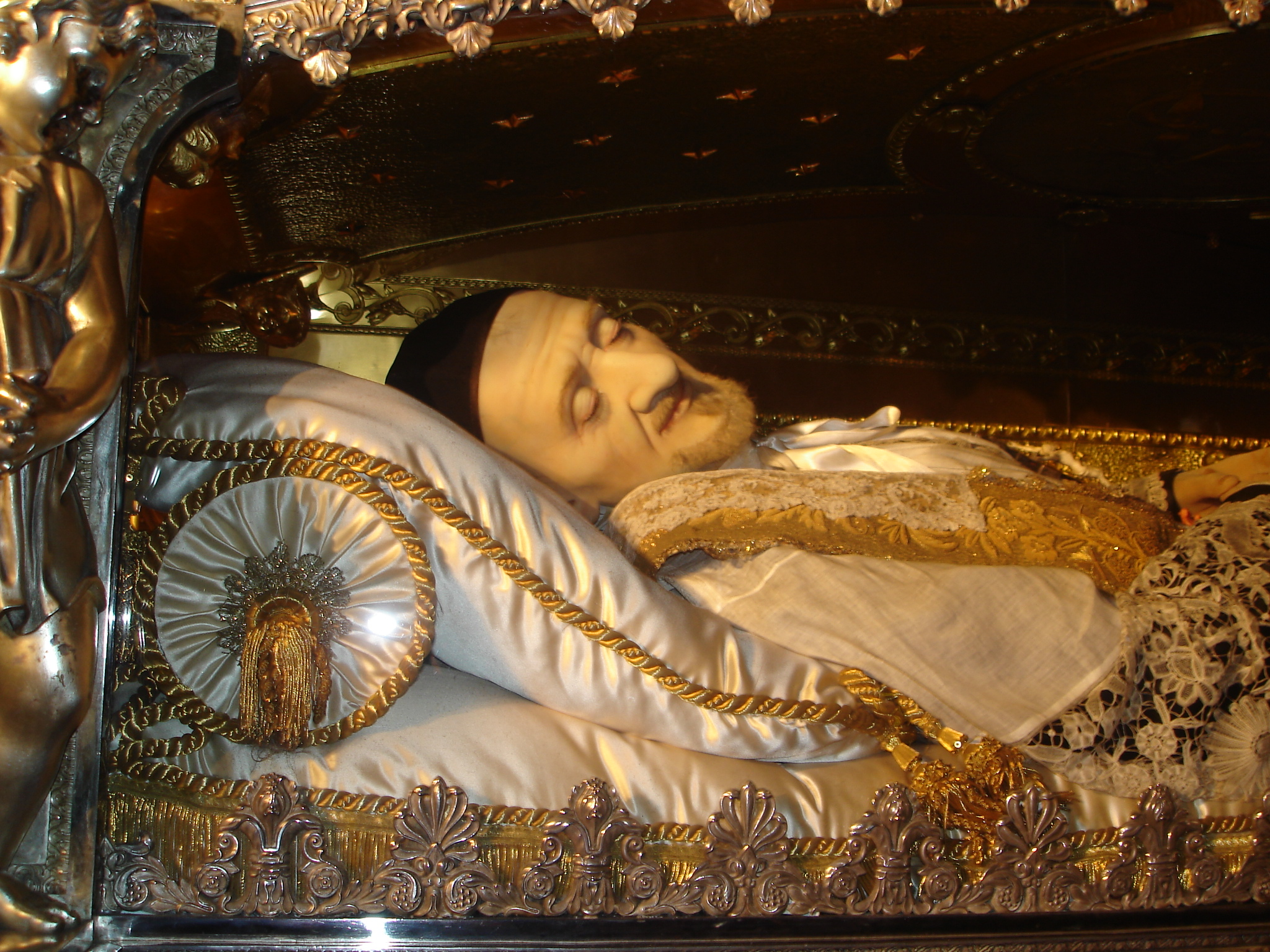
Le corps de saint Vincent de Paul reposant dans une châsse richement ornée.

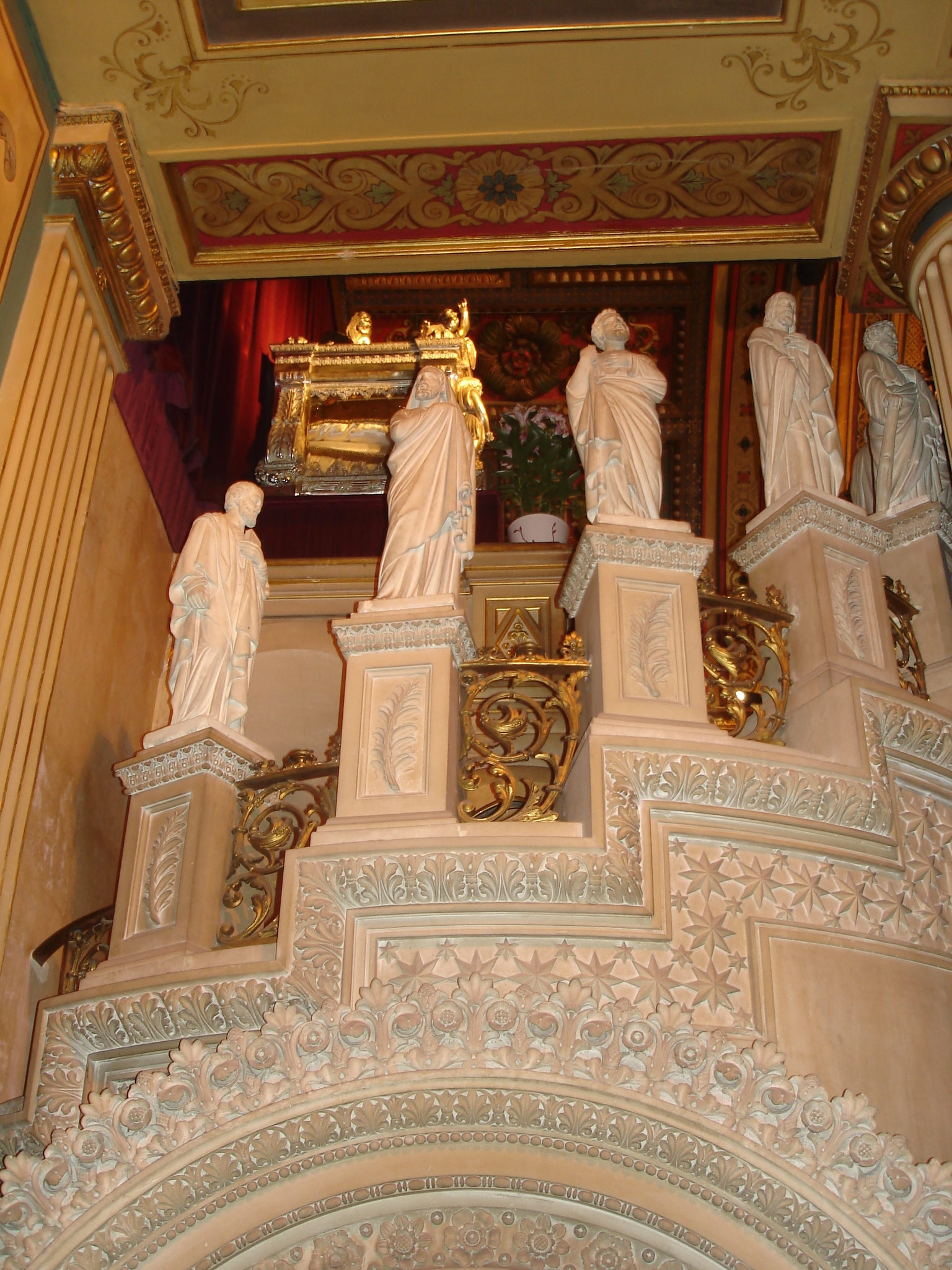
Escalier permettant d'accéder à la châsse.

La châsse contenant le corps de saint Vincent de Paul est placée dans la chapelle, au-dessus de l'autel le 25 avril 1830, et est accessible par deux escaliers situés de part et d'autre de l'autel. La châsse abondamment ornée de sculptures en argent a été réalisée par l'orfèvre Jean–Baptiste-Claude Odiot. Elle mesure 2,25 mètres de long, 65 centimètres de large et légèrement plus d'un mètre de haut en son milieu. Au-dessus un ensemble sculpté représentant saint Vincent de Paul s'élevant vers le ciel avec les emblèmes de la foi, de l'espérance et de la charité, les trois vertus théologales, portés par quatre anges. Pour sa réalisation, une souscription publique a été ouverte, largement couverte par le peuple de Paris, très attaché à ce saint, proche des pauvres.

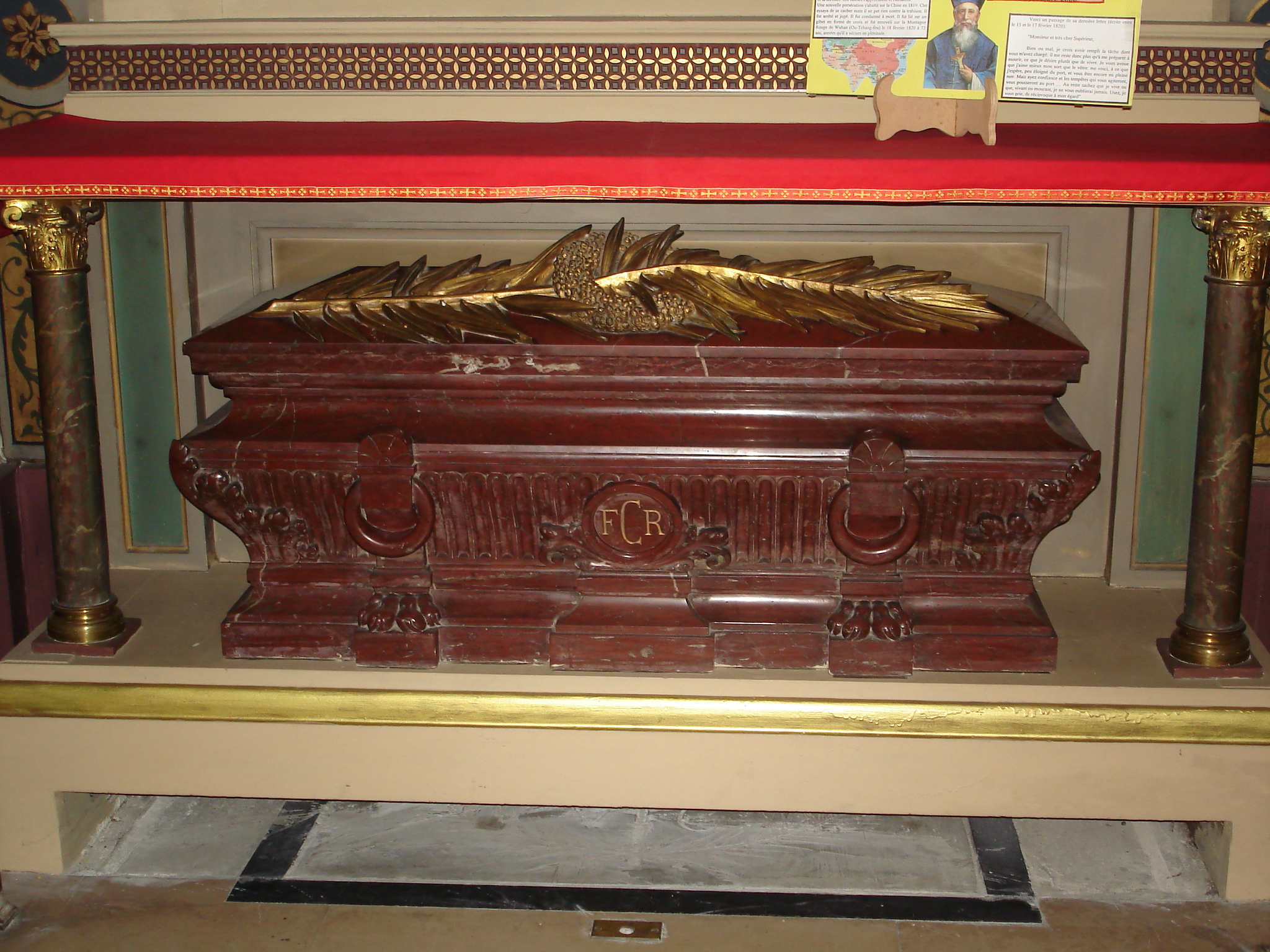
Tombeau de saint François-Régis Clet.

Le corps de Vincent de Paul, mort le 27 septembre 1660, se trouvait intact à l'exception des yeux et du nez en 1712, soit 52 ans après son décès. En 1737, seul subsistait le squelette. Ces reliques ont pu être cachées et échapper à la tourmente révolutionnaire. Sur le squelette conservé, ont été remodelés le visage et les mains recouverts de cire, de sorte que Vincent de Paul a l'air de reposer paisiblement, revêtu de ses habits sacerdotaux. La croix placée entre ses mains est celle avec laquelle il donna l'extrême-onction au roi Louis XIII mourant. Le cœur de Vincent de Paul est conservé séparément dans la chapelle des Filles-de-la-Charité située, juste à proximité, au 140 rue du Bac dans le 7e arrondissement.
Dans la chapelle se trouvent également les tombeaux de deux prêtres de la congrégation morts en martyr en Chine : saint Jean-Gabriel Perboyre exécuté par strangulation le 11 septembre 1840, et saint François-Régis Clet (mort enseveli sur la montagne Rouge de Wuhan le 18 février 1820), ainsi que celui du père Étienne ancien supérieur général de la congrégation.

## Décorations et mobilier

### Vitraux
La décoration de la chapelle, typique de la fin de la Restauration, est particulièrement riche et aboutie.
Les vitraux très sobres contiennent chacun deux médaillons représentant différents épisodes de la vie de Vincent de Paul, en teinte marron rehaussé de jaune. Les vitraux datent de 1864.

Médaillons représentant des épisodes de la vie du saint
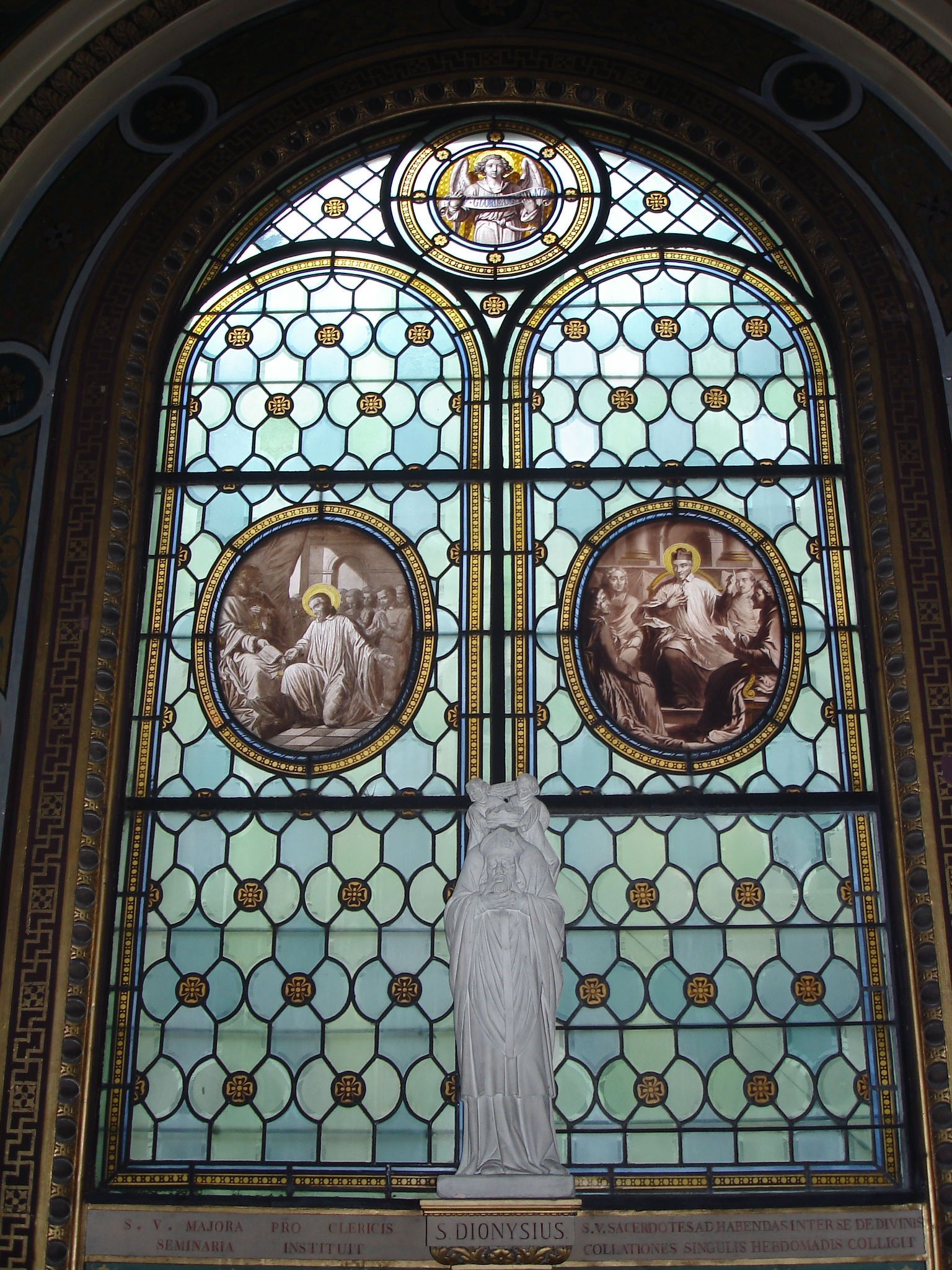
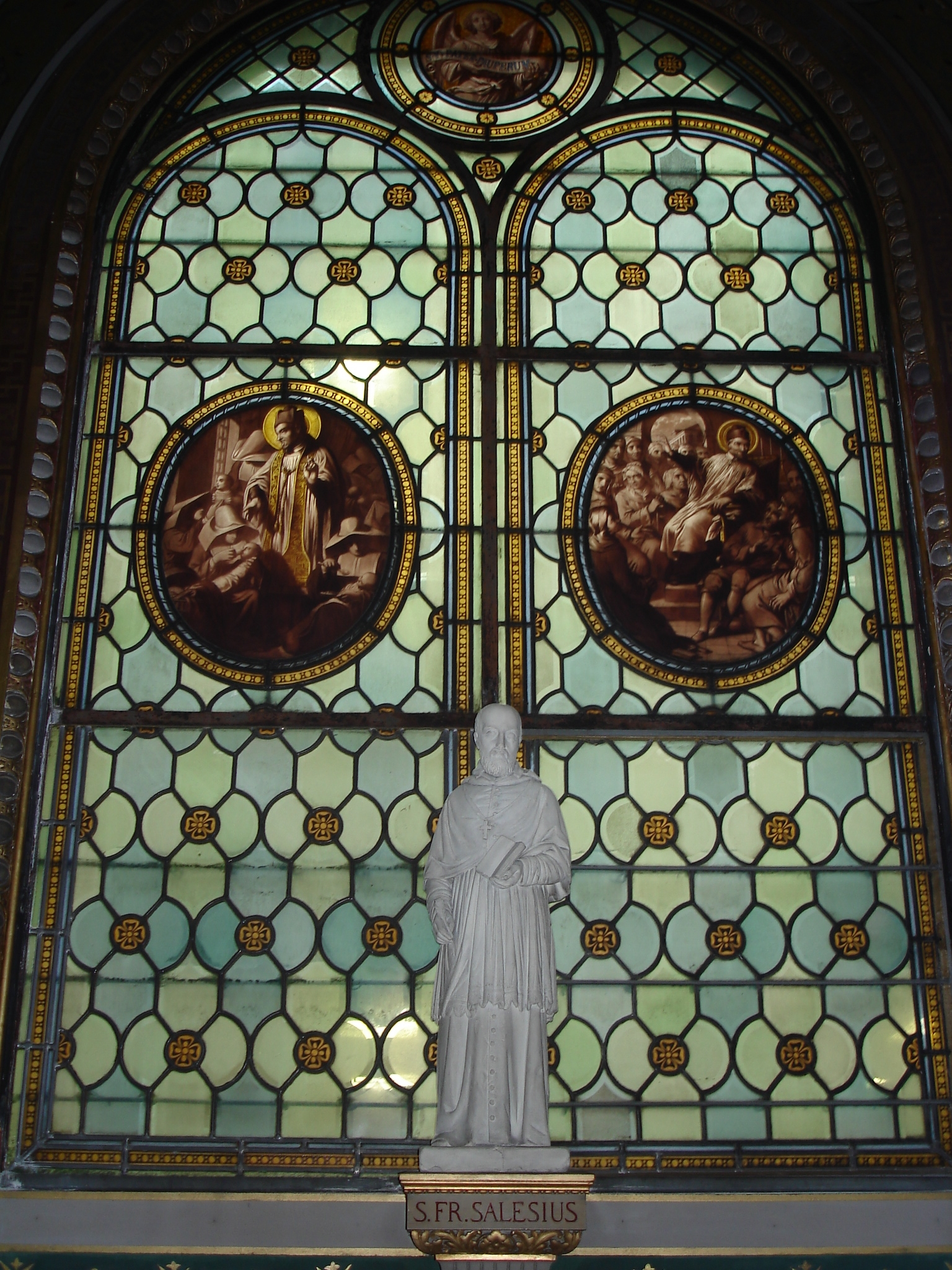
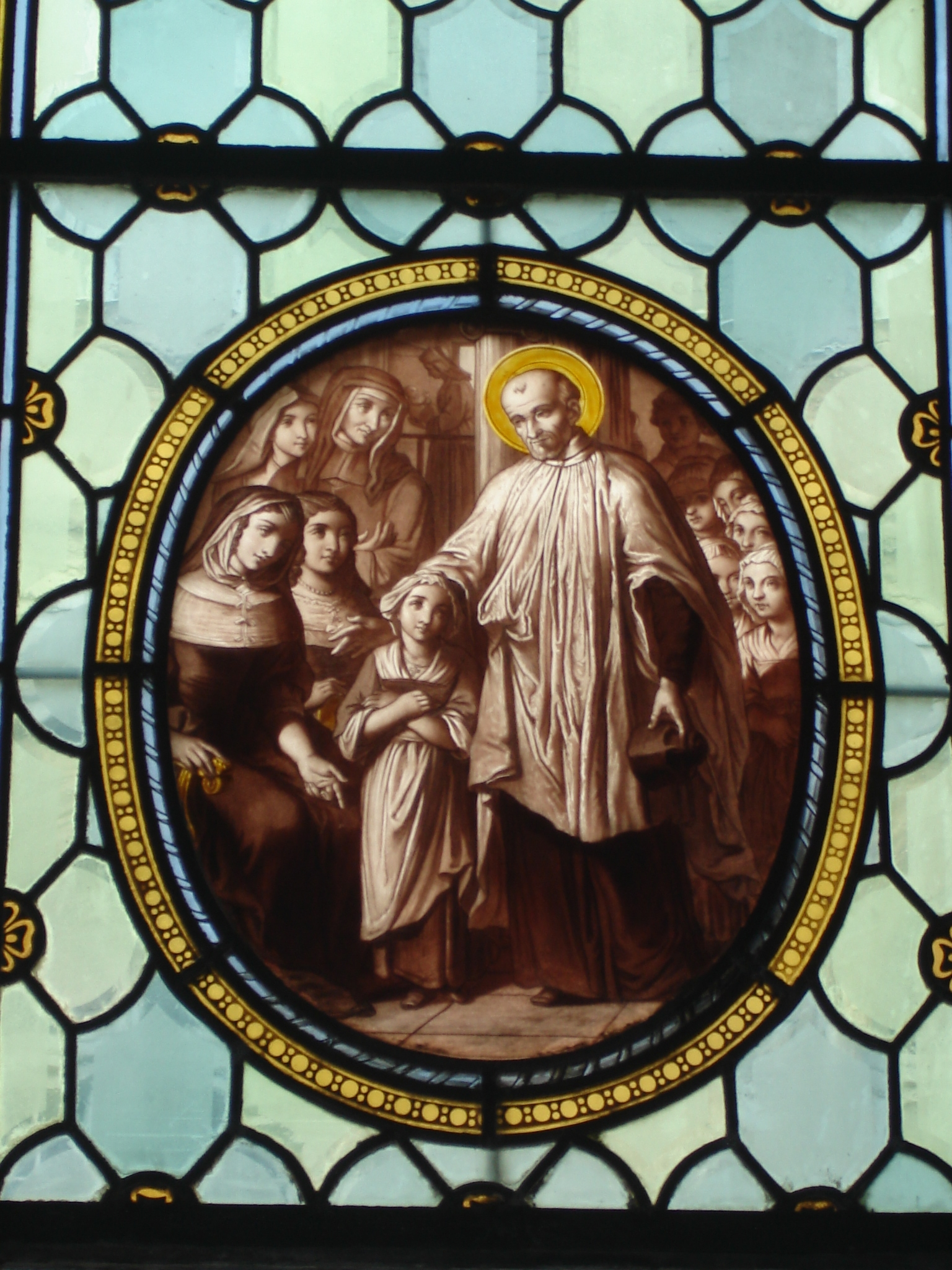
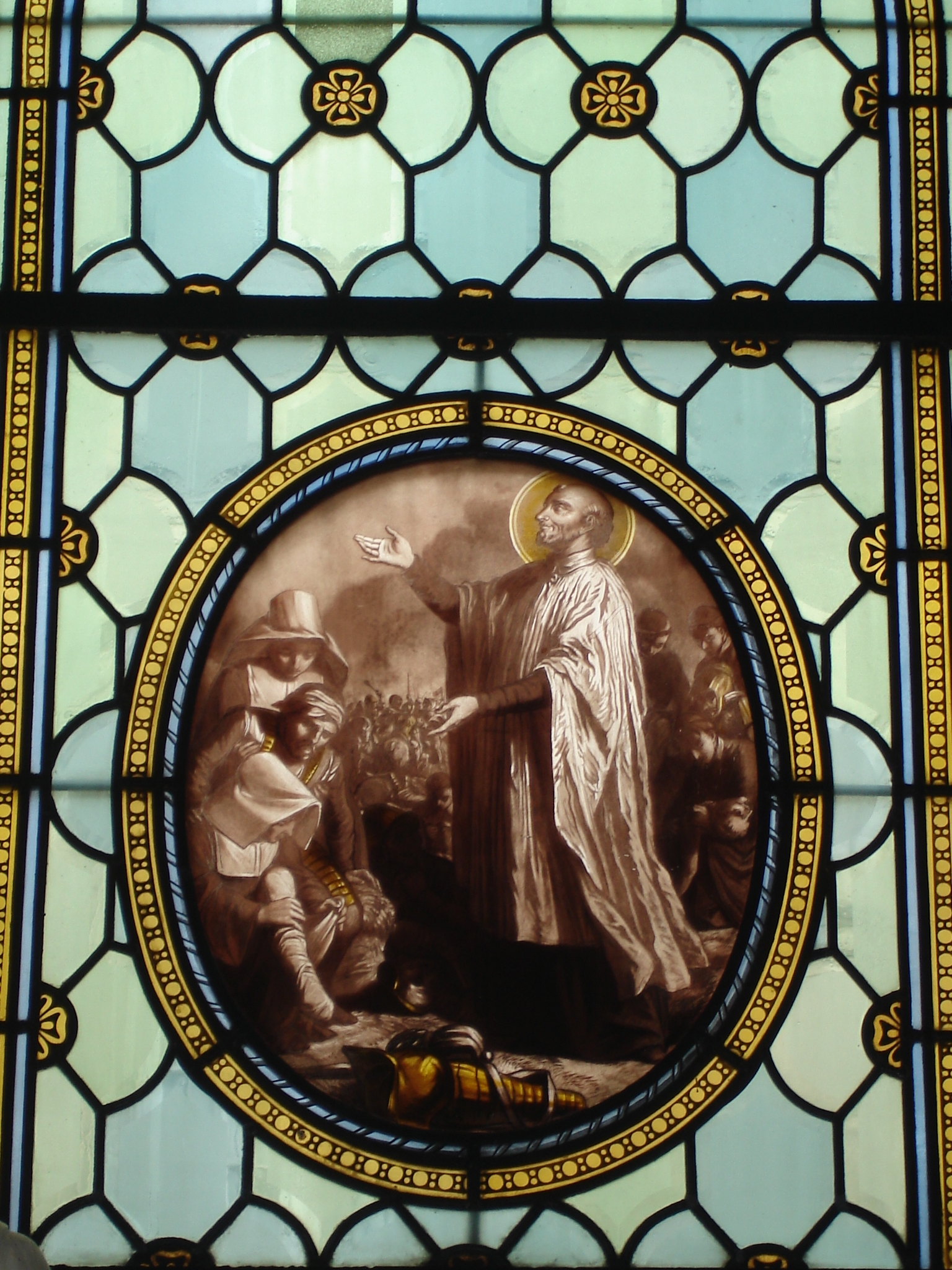
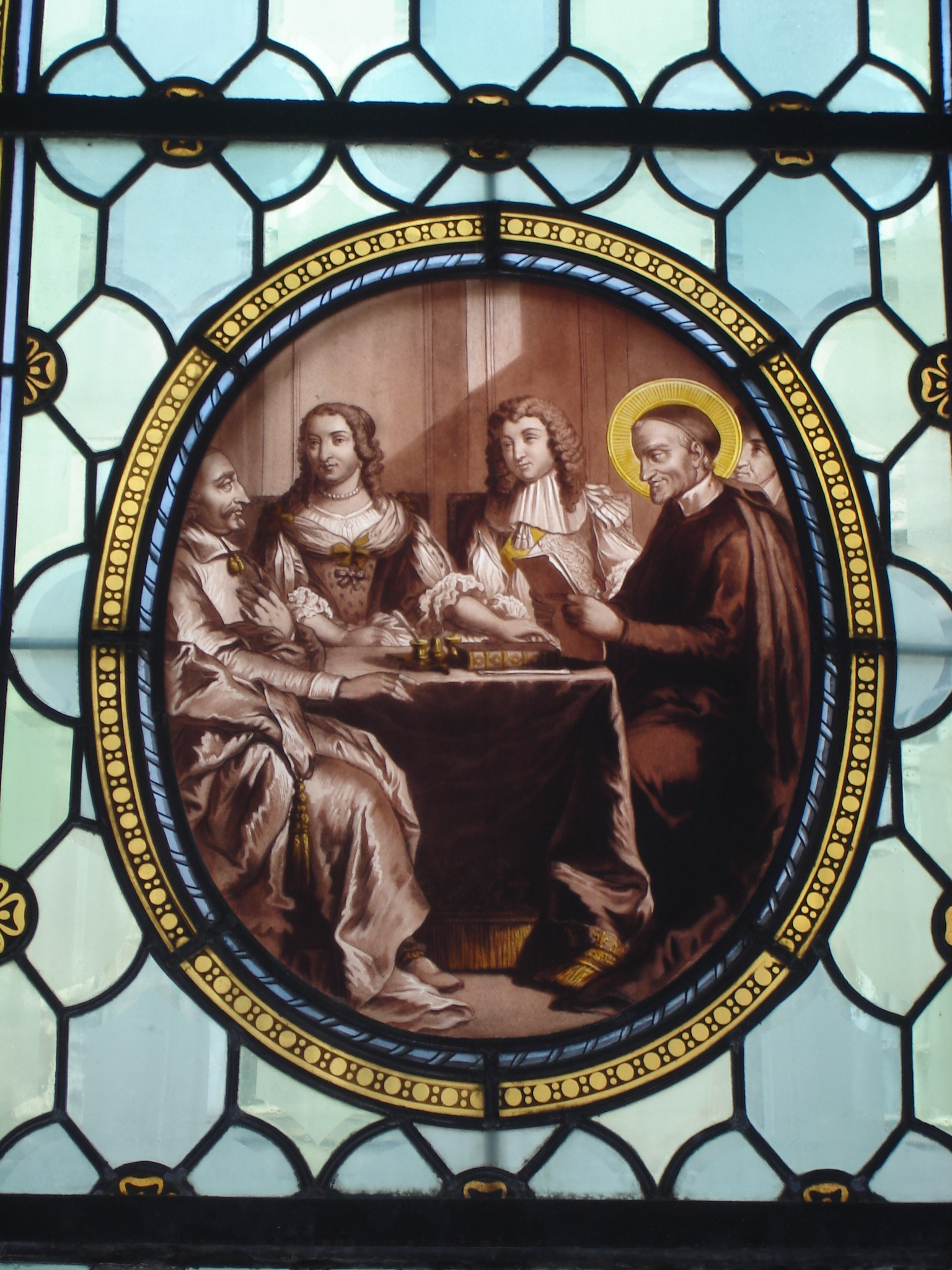

### Tableaux
La plupart des tableaux représentant des scènes de la vie de la Vierge et du Christ sont dus à un frère de la congrégation, le frère François, élève d'Ingres.

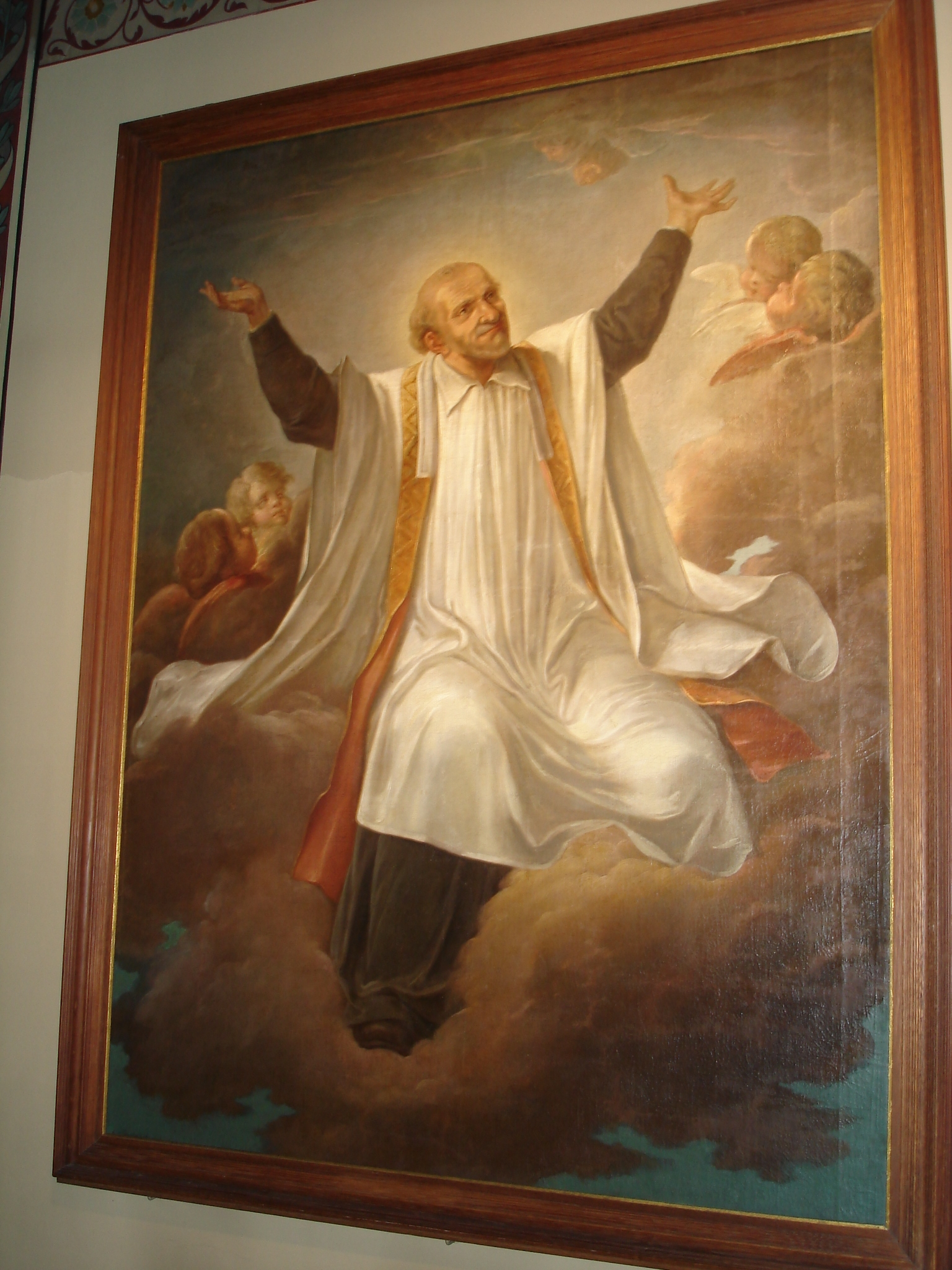
Tableau représentant la montée au ciel de saint Vincent de Paul.
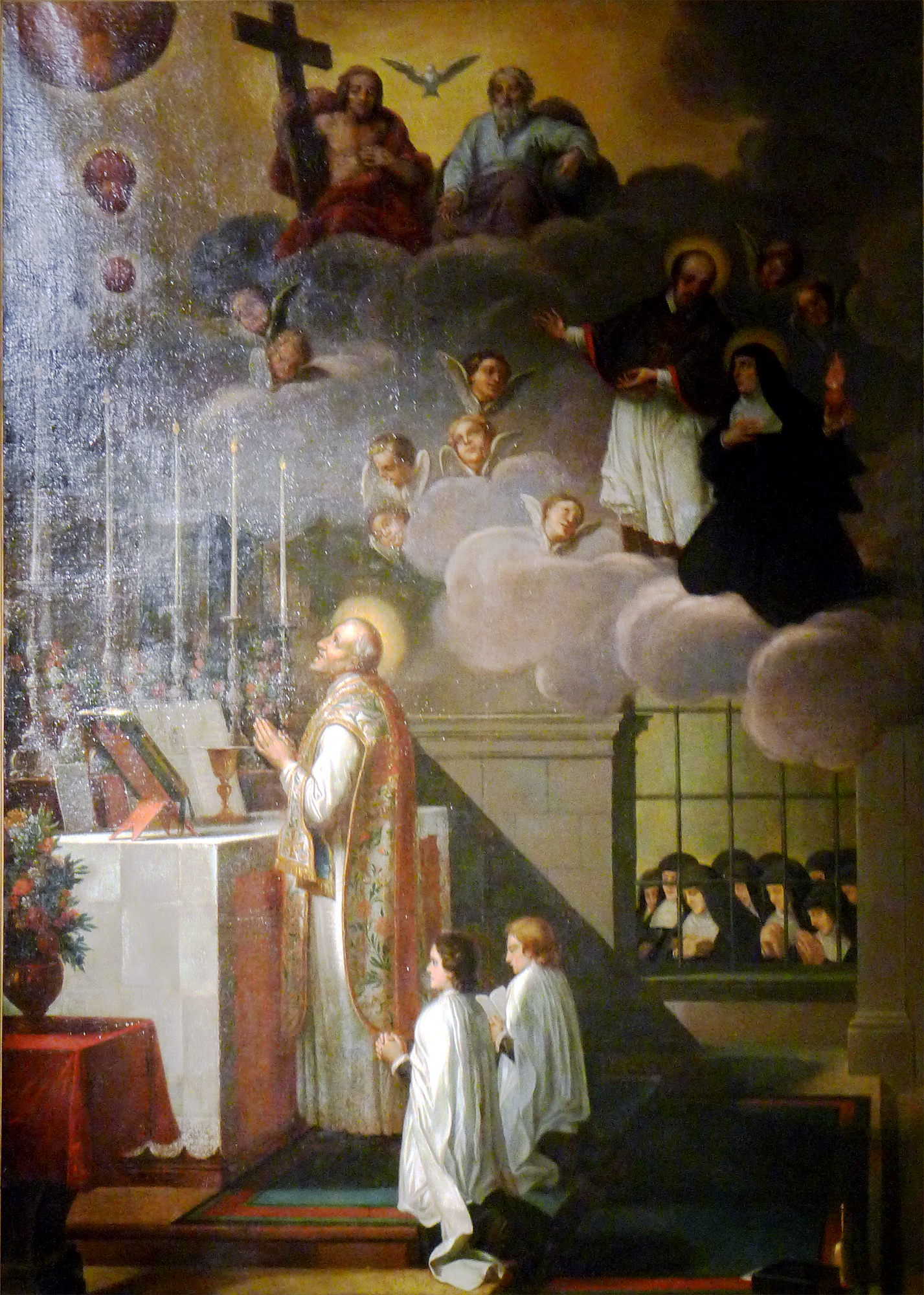
Saint Vincent de Paul célébrant la Sainte Messe.

### Statues, mobilier et reliques
Près de la chapelle, une salle de reliques, contient de nombreux souvenirs de Vincent de Paul, de Louise de Marillac, cofondatrice avec Vincent de Paul des Filles de la Charité, et des martyrs de la congrégation lazariste.

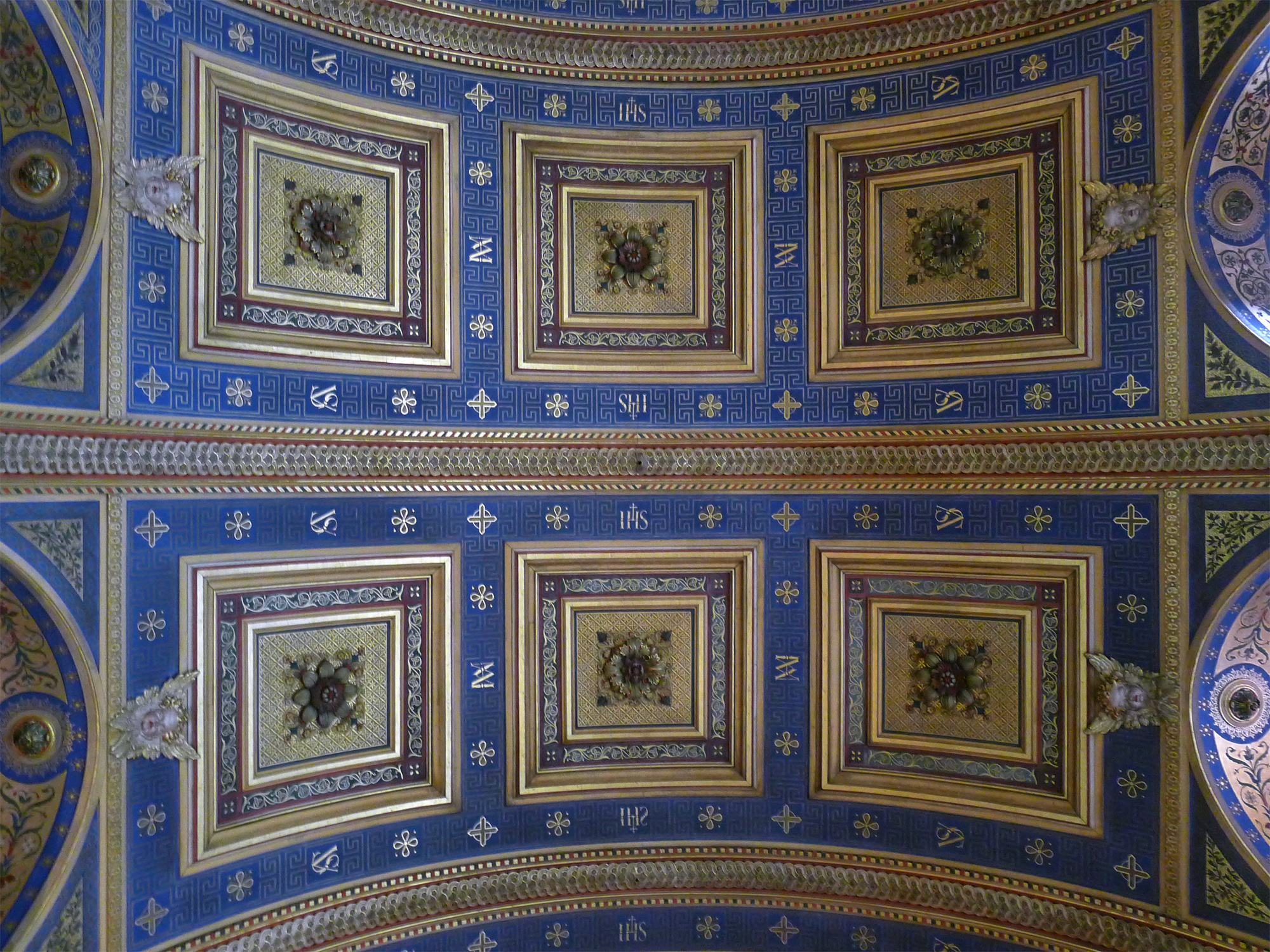
Plafond richement décoré et peint.
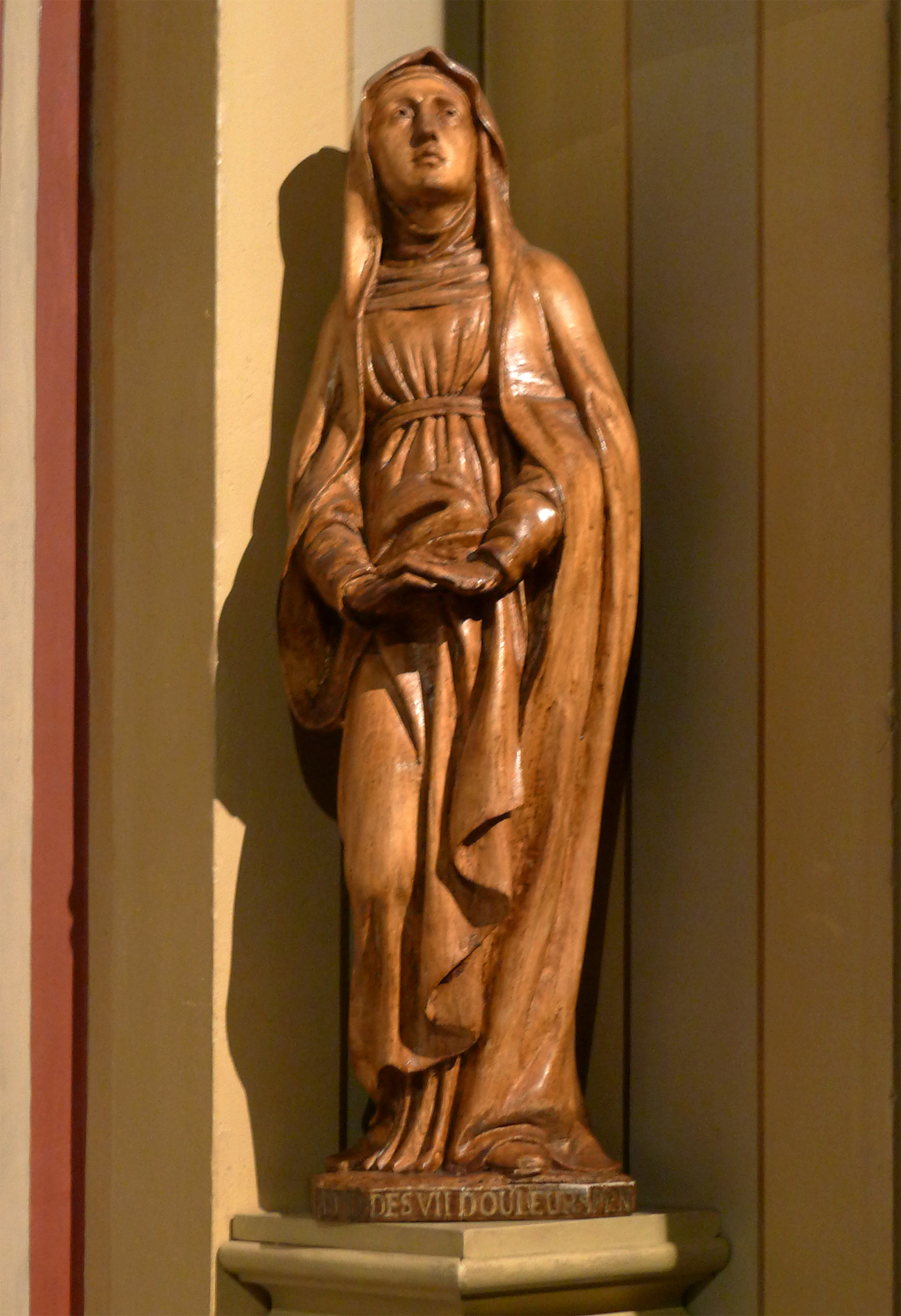
Statue en bois.
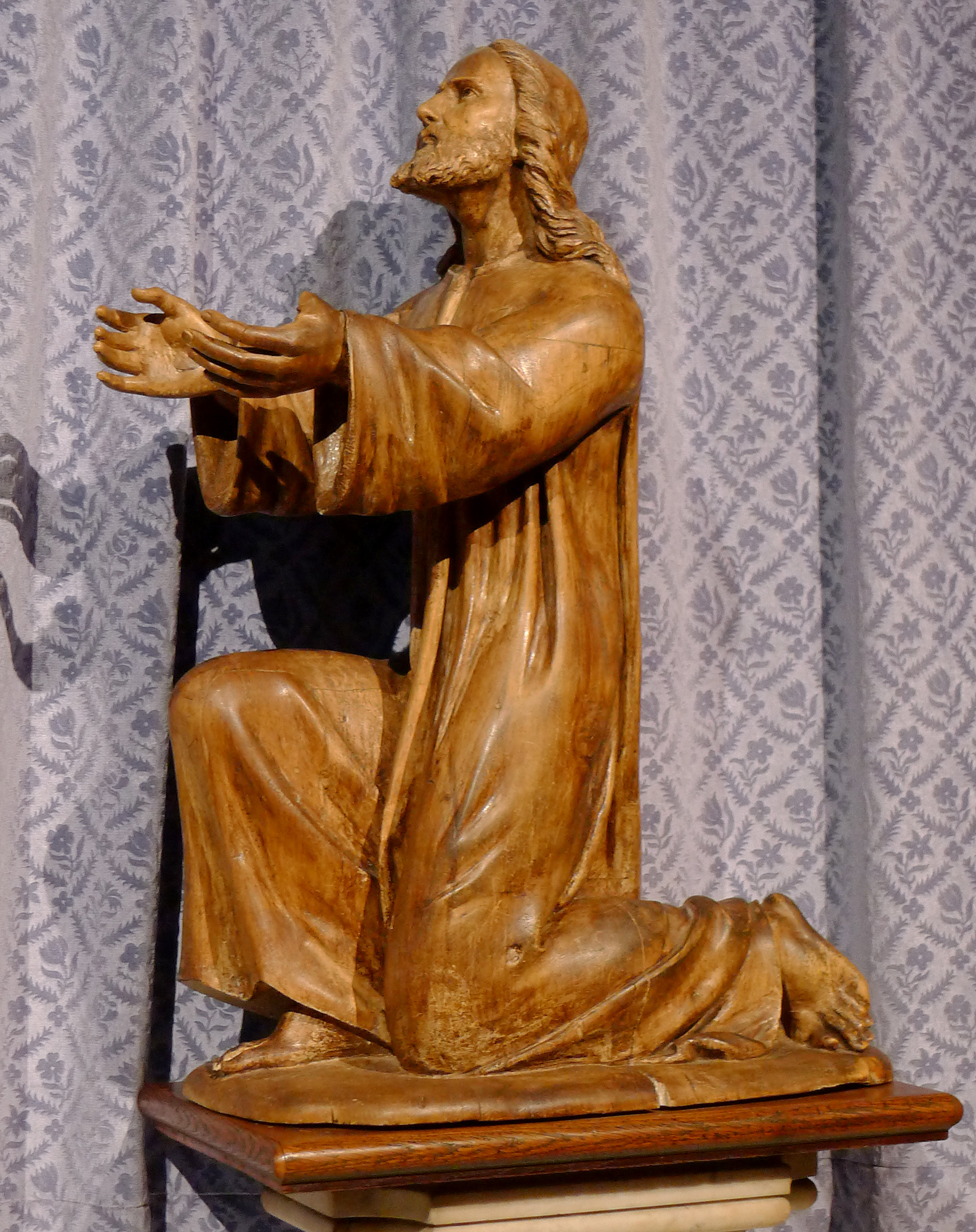
Le Christ au Mont des Oliviers.
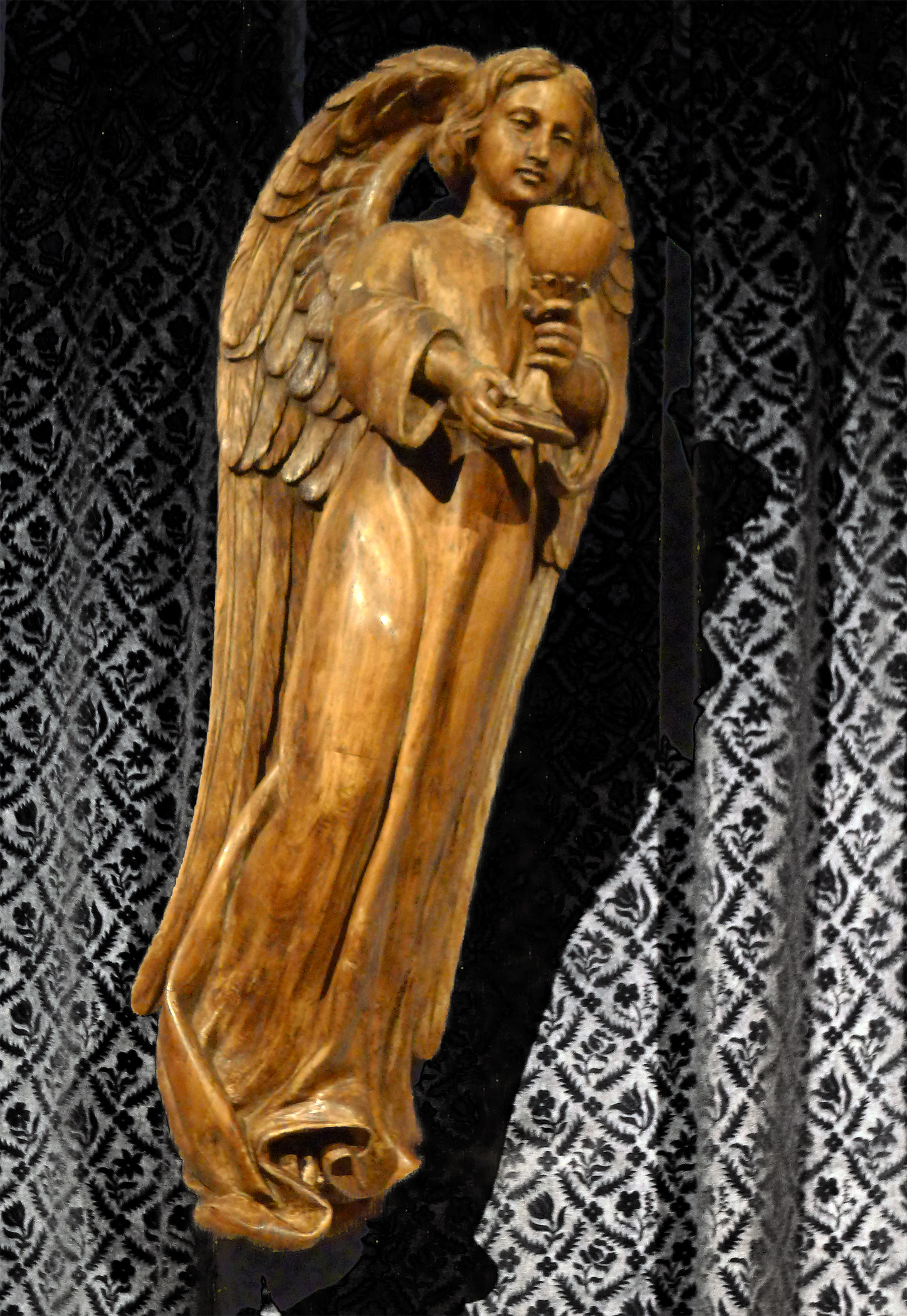
L'ange du Mont des Oliviers apportant le calice.
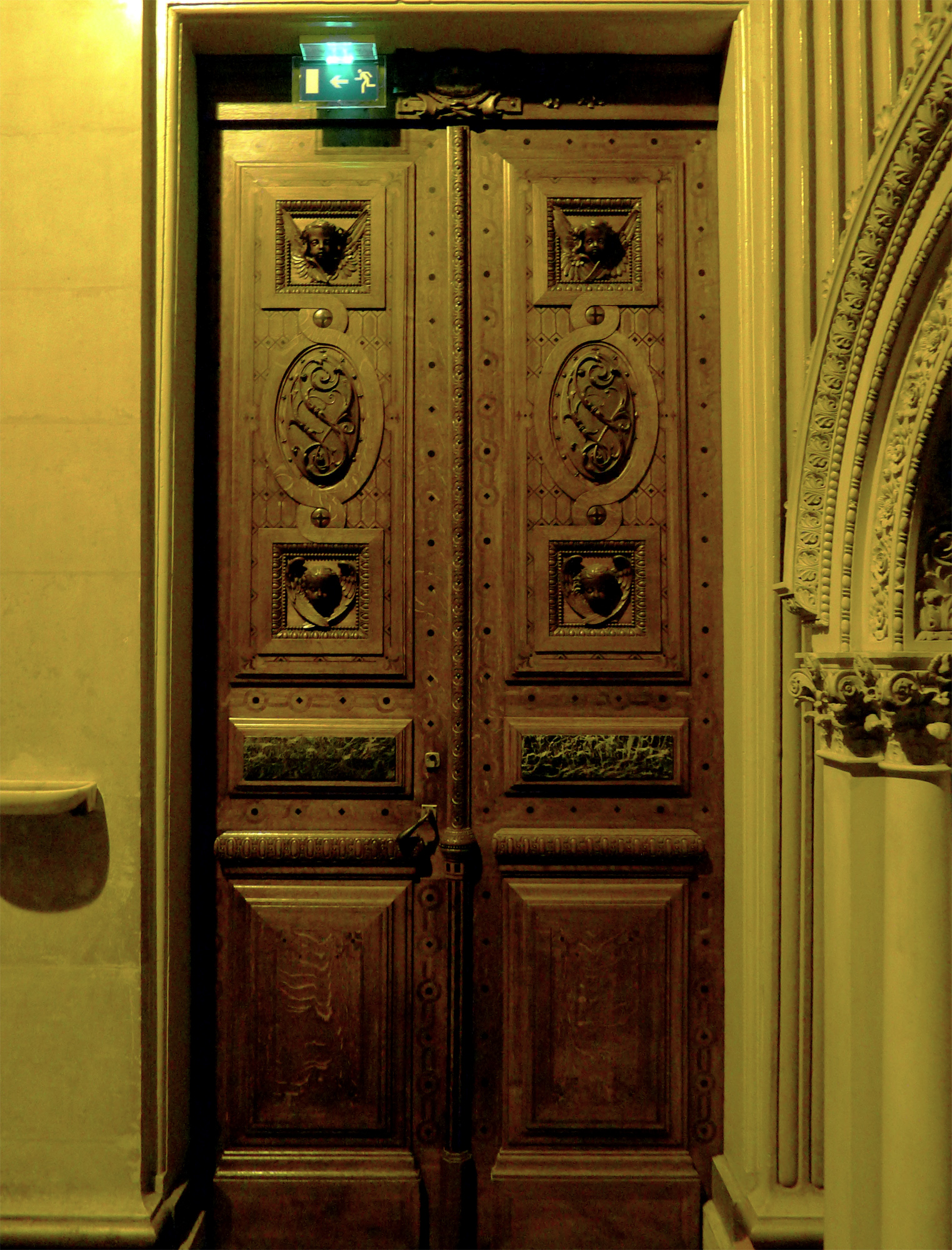
Porte décorée.

### Orgue

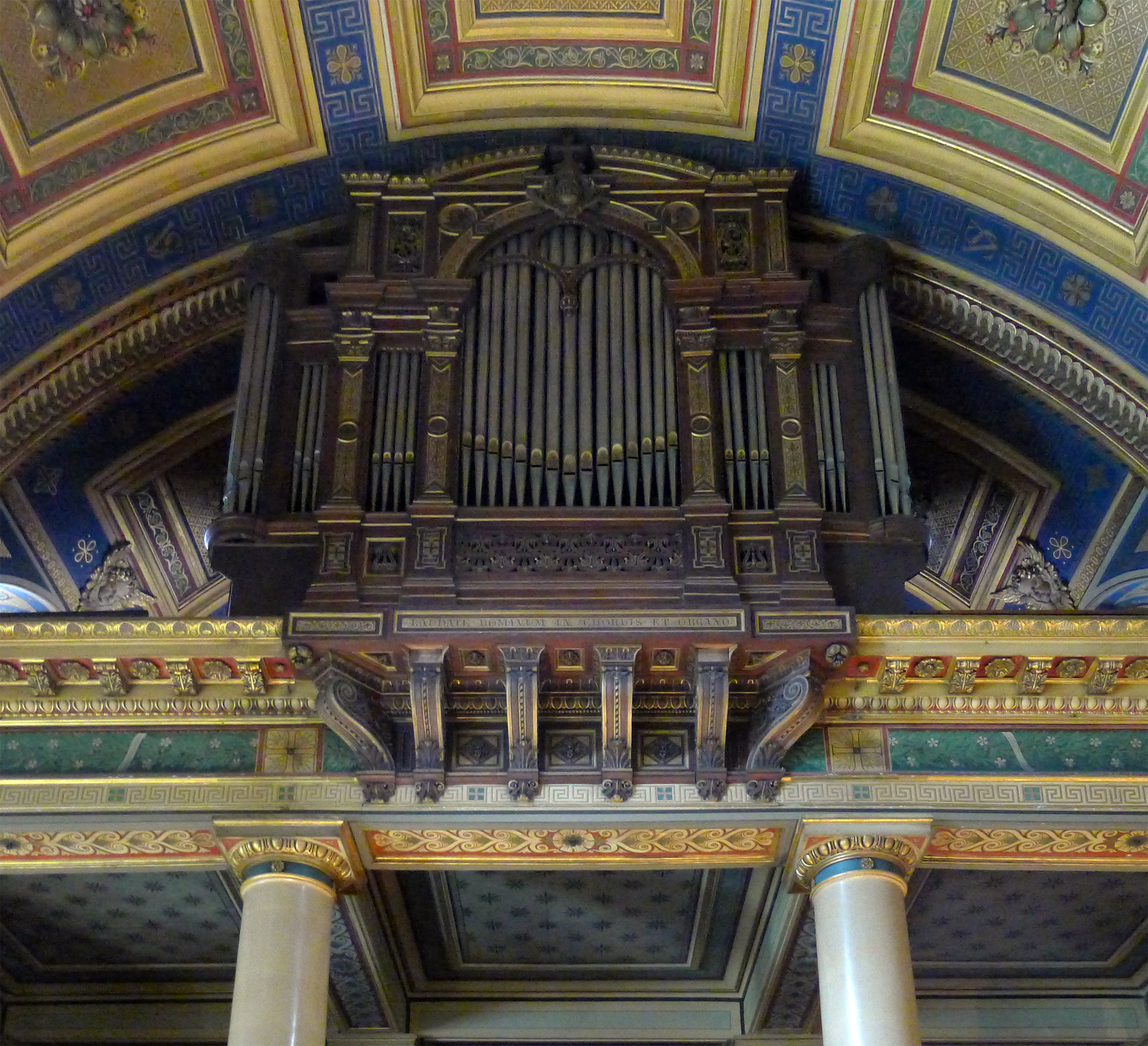
L'orgue construit par Cavaillé-Coll.

L'orgue, sorti des ateliers du célèbre facteur d'orgues Aristide Cavaillé-Coll, date de 1864.
Louis Braille, en plus de son enseignement à l’Institution royale des jeunes aveugles, était un excellent organiste. Après avoir tenu l'orgue de l'église Saint-Nicolas-des-Champs jusqu'en 1845, il exercera ensuite jusqu'à sa mort en 1852 à la chapelle Saint-Vincent-de-Paul.